# هاینریش فون وایلد
 هاینریش فون وایلد (انگلیسی: Heinrich von Wild؛ زاده ۱۷ دسامبر ۱۸۳۳ - درگذشته ۵ سپتامبر ۱۹۰۲) یک فیزیک‌دان و هواشناس اهل سوئیس بود.